# Небојша Богавац
Небојша Богавац (Mојковац, 14. децембар 1973) је бивши црногорски кошаркаш, а садашњи кошаркашки тренер.

## Клупска каријера
Богавац је кошарком почео да се бави у родном Мојковцу. Играо је затим и за Горштак из Колашина као и за Ловћен са којим је наступао у ЈУБА лиги. Од 2001. године је заиграо за вршачки Хемофарм. У овом клубу је провео наредне четири године и као капитен је предводио екипу до освајања Јадранске лиге у сезони 2004/05. Био је најкориснији играч финалног турнира. Након Хемофарма, провео је једну сезону у шпанском Бреогану а затим и две у Ле Ману. Сезону 2008/09. је почео у Ловћену, потом је кратко био у Махрам Техерану да би у фебруару 2009. потписао за Асвел са којим је на крају сезоне освојио француску Про А лигу. Након тога се на кратко вратио у Црну Гору и наступао за Горштак до децембра 2009, да би потом отишао у Дижон где је остао до краја сезоне. Последњи играчки ангажман је имао у Асвелу 2010. године.

## Репрезентација
Са репрезентацијом Србије и Црне Горе наступао је на Европском првенству 2003. у Шведској. Касније је играо и за репрезентацију Црне Горе.

## Тренерска каријера
У јануару 2012. постављен је за првог тренера Хемофарма. На крају сезоне их је напустио. У сезони 2013/14. био је помоћник у стручном штабу француског евролигаша Стразбура. Поново је на овој функцији био од 2017. до 2020. године. У јуну 2021. је постављен за тренера Подгорице.

## Успеси

### Клупски
- Хемофарм:
  - Јадранска лига (1) : 2004/05.
- Асвел:
  - Првенство Француске (1) : 2008/09.

### Појединачни
- Најкориснији играч плеј-офа Јадранске лиге (1): 2004/05.